# Roger Montandon
Pour les articles homonymes, voir Roger Montandon (navigateur) et Montandon (homonymie).
Roger Montandon, né le 7 mai 1918 à Saint-Imier et mort le 8 août 2005 à Paris, est un artiste peintre et metteur en scène suisse.

## Biographie
Roger Montandon suit les classes primaires de son village de Saint-Imier puis part faire son gymnase à La Chaux-de-Fonds. Il y suit les cours du professeur Jean-Paul Zimmermann qui va lui transmettre son amour pour la littérature et le théâtre. Il se rend ensuite à l’Université de Genève où il décroche une licence en lettres. Parallèlement à ses études il suit des cours d’art dramatique au conservatoire qu’il met en pratique au théâtre de la société d’étudiants Belles-Lettres.
Durant la guerre, Roger Montandon est nommé rédacteur en chef de la Voix Ouvrière, revue communiste engagée. Sa rencontre avec le sculpteur Alberto Giacometti, dont il se lie d’amitié, est décisive. C’est notamment grâce à lui que Roger Montandon fait la connaissance d’Albert Skira, avec qui il va collaborer au sein de la fameuse revue d’art Labyrinthe. Après la guerre, Roger Montandon s’installe d’abord à Paris puis revient à Genève entre 1951 et 1956 afin de travailler à l’OMS en tant que rédacteur-éditeur. Mal à l’aise dans ce poste, il sombre dans une profonde dépression et se fait interner volontairement. Pour retrouver un équilibre, il se met à peindre. S’il maintient sa collaboration avec plusieurs revues littéraires et artistiques, Roger Montandon pratique désormais la peinture. Une autre rencontre décisive se produit avec la comédienne jurassienne Zouc. Ils se rencontrent lors d’un vernissage en Suisse et lorsqu’elle arrive à Paris, c’est dans son atelier qu’elle s’établit. Durant une dizaine d’années, Roger Montandon va être son compagnon et metteur en scène. Il l'observe et la peint à de nombreuses reprises lorsqu'elle se produit à la Vieille Grille. Elle lui fournit aussi l’inspiration pour plusieurs expositions,.

## Sources
1. ↑  Insee, « Extrait de l'acte de décès de Roger Henri Montandon-Clerc », sur MatchID
2. ↑  IB, « Montandon et Skira entre Minotaure et Labyrinthe », L´Impartial, jeudi, novembre 21, 1985; Page: 6,‎ 21 novembre 1985, p. 6 (lire en ligne)
3. ↑  IF, « Exposition originale dans le hall du théâtre. Zouc vue par Roger Montandon », L´Express, vendredi, mars 30, 1973; Page: 7,‎ 30 mars 1973, p. 7 (lire en ligne)
4. ↑  « Zouc explose à la Vieille Grille », sur Centre Culturel Suisse à Paris
5. ↑  Jean-Michel Meyer, « Peintre jusqu'à son dernier souffle », L'Express,‎ 12 août 2005, p. 14 (lire en ligne)
6. ↑  Catherine Favre, « Zouc, saisissante de vérité », L´Express,‎ 23 mai 2012, p. 13 (lire en ligne)